# Kasteel Sarolea

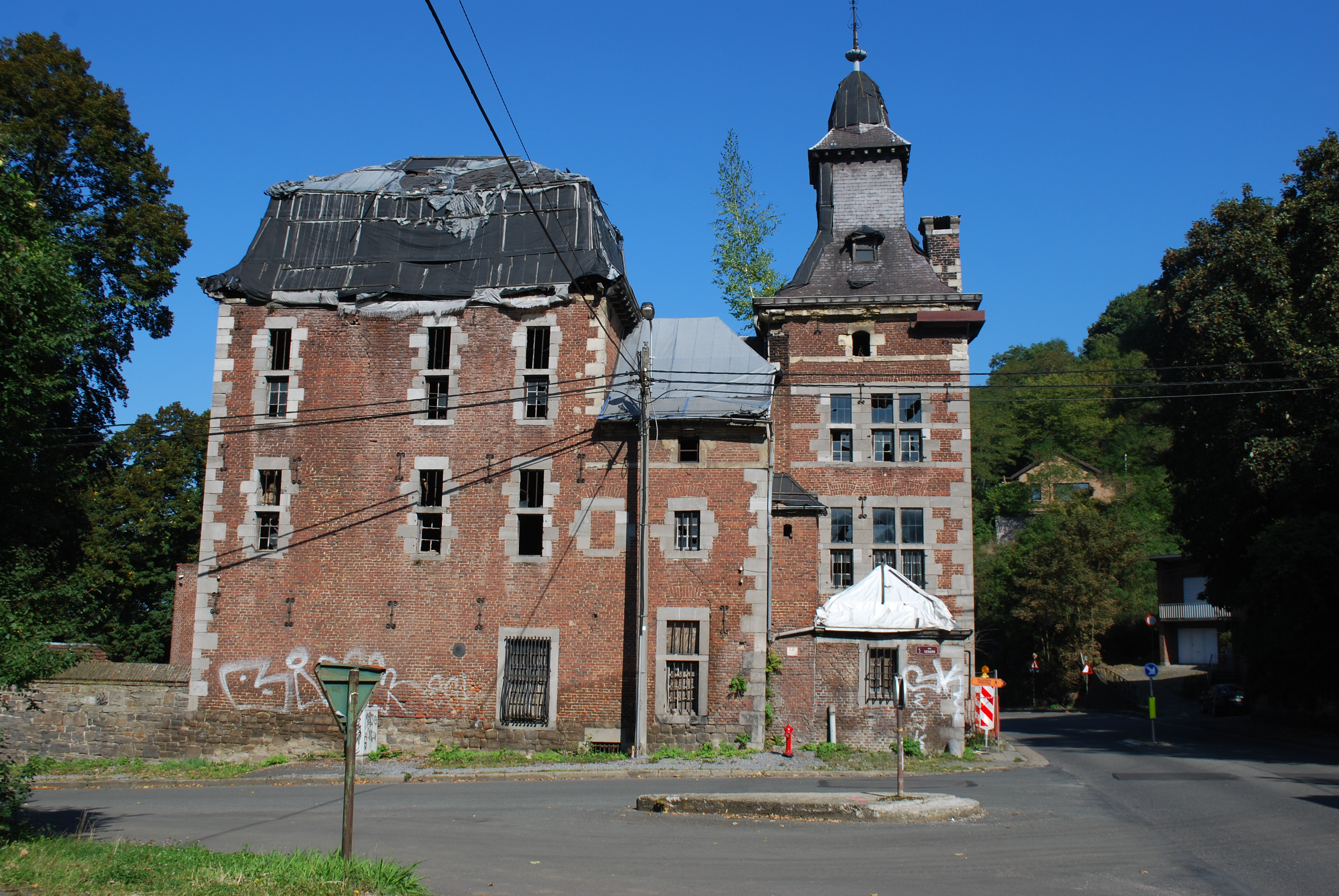
Kasteel Sarolea in 2013

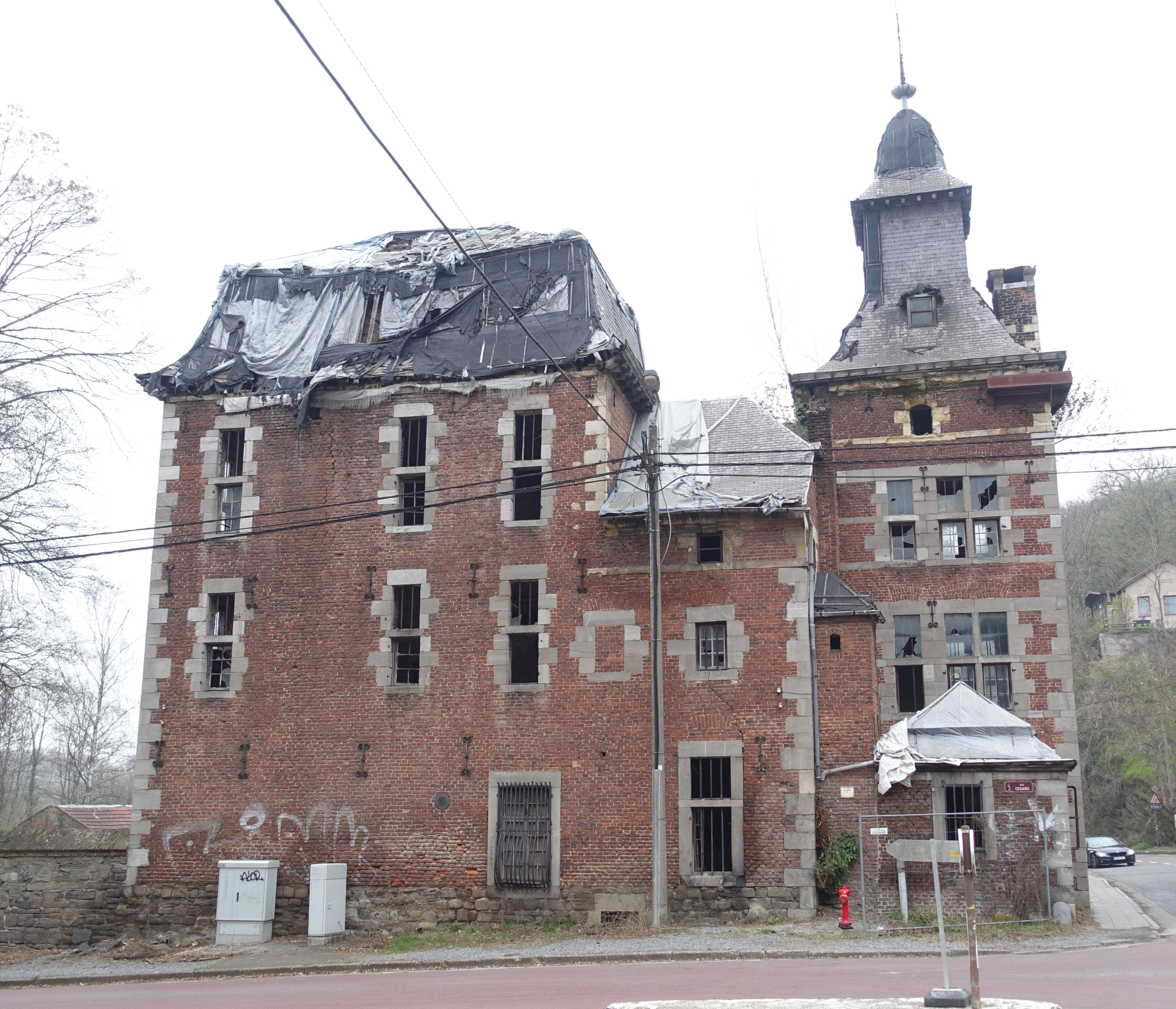
Kasteel Sarolea in 2019

Het Kasteel Sarolea (Frans: Château Saroléa) is een kasteel in Cheratte, gelegen op de hoek van de Rue de Visé en de Rue Césaro in Cheratte-bas.

## Geschiedenis
Het werd gebouwd in 1643 door Gilles de Sarolea en in de daaropvolgende eeuwen bewoond door de familie De Sarolea. Waar Gilles, heer van Cheratte, zich al bezighield met de steenkoolontginning, werd in 1850 met grootschaliger winning begonnen, resulterend in de Steenkolenmijn van Hasard. Na 1905 werd het kasteeltje ook hiervoor ingezet, onder meer als directeurswoning. Daarna raakte het in verval.
In 2016 werd het openbaar verkocht, met de verplichting om het op te knappen. Pas in 2017 werd het definitief verkocht, het verkeerde toen echter in ruïneuze staat.

## Gebouw
Het is een gebouw in Maaslandse renaissancestijl, met speklagen, hoekbanden en vensteromlijstingen van kalksteen en tufsteen. Opvallend is een vooruitspringend vierkant hoektorentje, hekken en gevelstenen met monogrammen GDS.
Het gebouw is geklasseerd als monument.